# Австрия на летних Олимпийских играх 1968
Австрия принимала участие в Летних Олимпийских играх 1968 года в Мехико (Мексика) в пятнадцатый раз за свою историю, и завоевала две бронзовые и две серебряные медали. Сборная страны состояла из 43 спортсменов (35 мужчин, 8 женщин).

## Медалисты
| Медаль  | Спортсмен                     | Вид спорта                  | Дисциплина                       |
| ------- | ----------------------------- | --------------------------- | -------------------------------- |
| Серебро | Хуберт Раудашль               | Парусный спорт              | Мужчины, класс «Финн»            |
| Серебро | Лиза Прокоп                   | Лёгкая атлетика             | Женщины, пятиборье               |
| Бронза  | Эва Янко                      | Лёгкая атлетика             | Женщины, метание копья           |
| Бронза  | Герхард Зайбольд Гюнтер Пфафф | Гребля на байдарках и каноэ | Мужчины, байдарка-двойка, 1000 м |

## Результаты соревнований

### Академическая гребля
В следующий раунд из каждого заезда проходили несколько лучших экипажей (в зависимости от дисциплины). В финал A выходили 6 сильнейших экипажей, ещё 6 экипажей, выбывших в полуфинале, распределяли места в малом финале B
Мужчины
| Соревнование | Спортсмены               | Предварительный заезд | Предварительный заезд | Предварительный заезд | Отборочный заезд | Отборочный заезд | Отборочный заезд | Полуфинал | Полуфинал | Полуфинал | Финал   | Финал   | Итоговое место |
| Соревнование | Спортсмены               | Заезд                 | Время                 | Место                 | Заезд            | Время            | Место            | Заезд     | Время     | Место     | Время   | Место   | Итоговое место |
| ------------ | ------------------------ | --------------------- | --------------------- | --------------------- | ---------------- | ---------------- | ---------------- | --------- | --------- | --------- | ------- | ------- | -------------- |
| одиночки     | Манфред Краусбар         | 1                     | 7:55,70               | 3                     | 1                | 7:46,65          | 2 Q              | 1         | 8:19,41   | 6         | Финал B | Финал B | 10             |
| одиночки     | Манфред Краусбар         | 1                     | 7:55,70               | 3                     | 1                | 7:46,65          | 2 Q              | 1         | 8:19,41   | 6         | 7:46,19 | 4       | 10             |
| двойки       | Дитер Эбнер Дитер Лосерт | 2                     | 7:31,29               | 1 Q                   | не участвовали   | не участвовали   | не участвовали   | 2         | 7:24,98   | 2 QA      | Финал A | Финал A | 4              |
| двойки       | Дитер Эбнер Дитер Лосерт | 2                     | 7:31,29               | 1 Q                   | не участвовали   | не участвовали   | не участвовали   | 2         | 7:24,98   | 2 QA      | 7:41,80 | 4       | 4              |